# Лейпцигский университет
Лейпцигский университет (нем. Universität Leipzig) — второй по старшинству университет на территории современной Германии после Гейдельбергского университета. Университеты Кёльна, Эрфурта и Вюрцбурга, которые были основаны раньше Лейпцигского, на некоторое время прерывали свою деятельность и затем открывались вновь.

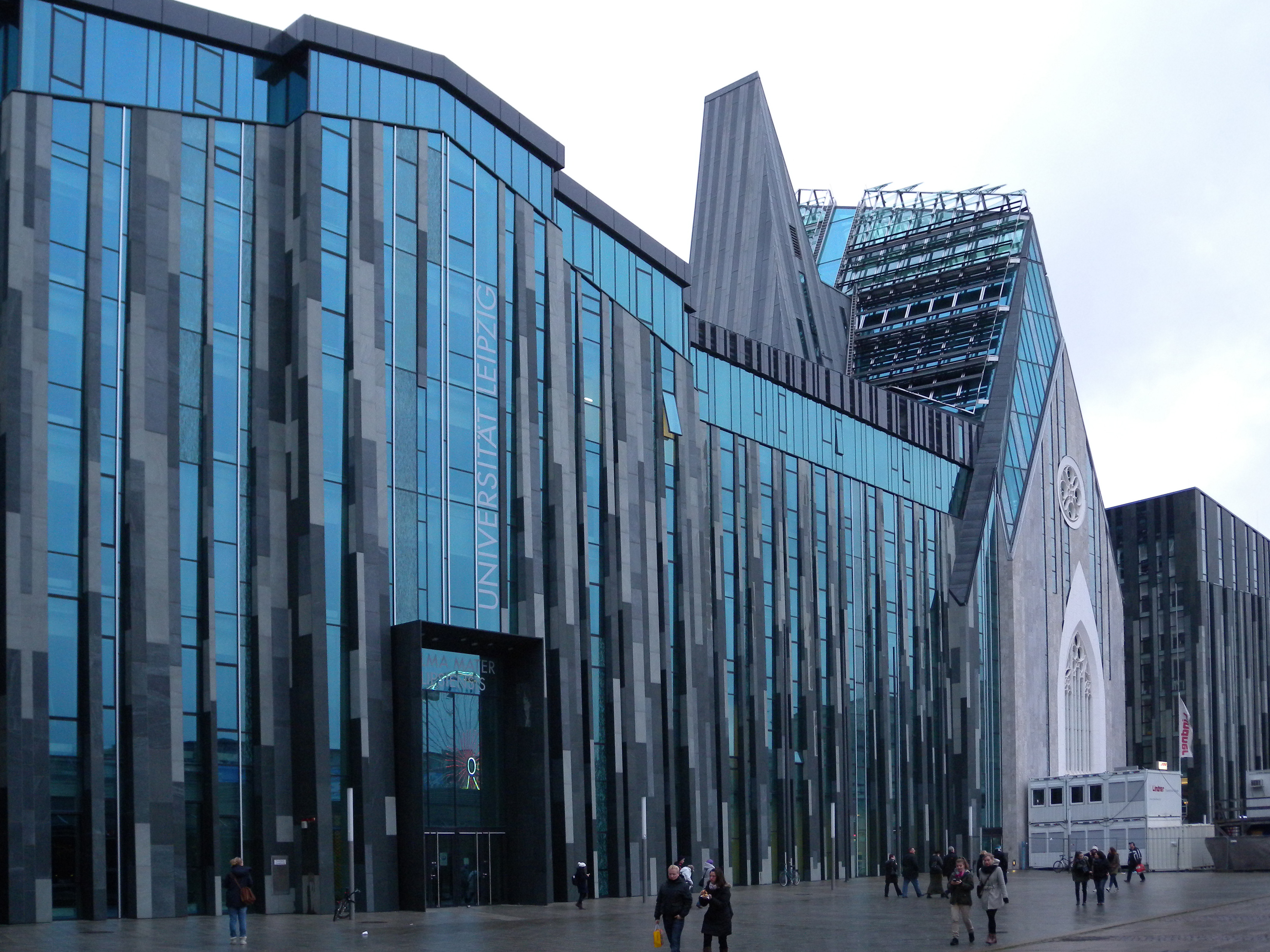

В зимний семестр 2007—2008 учебного года в университете обучалось 26 978 студентов. Штат сотрудников университета составляет 8 579 человек. Лейпцигский университет — самое крупное высшее учебное заведение города.

Университет входит в ассоциацию университетов Европы Утрехтская сеть.

## История
В 1409 году в результате волнений в Карловом университете Праги, вызванных гуситским движением, примерно тысяча немецких преподавателей и студентов перебрались в Лейпциг, тогда являвшийся торговым центром Мейсенского маркграфства, и возобновили там работу факультета свободных искусств.

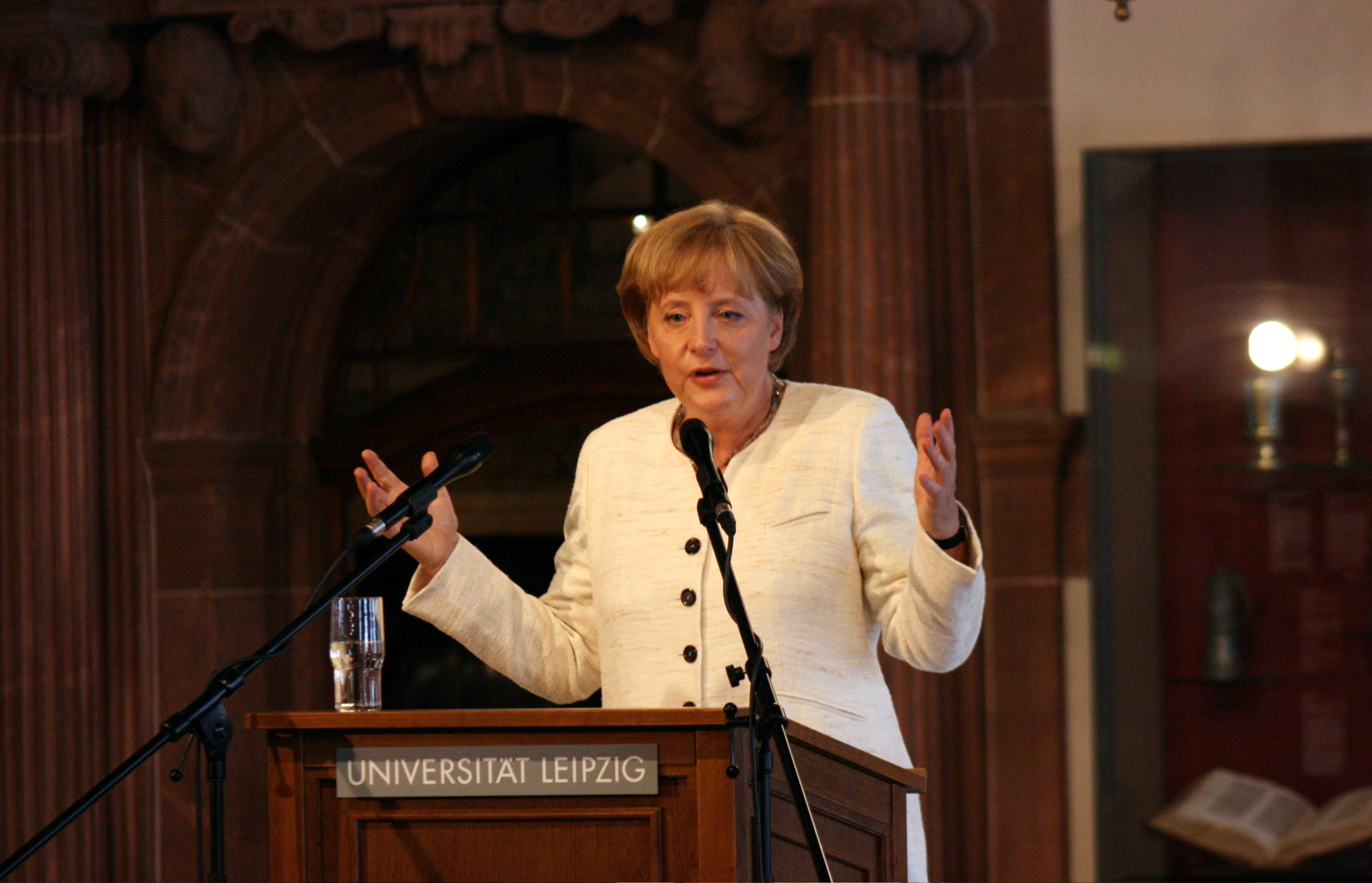
Ангела Меркель на церемонии присвоения ей звания почётного доктора наук Лейпцигского университета

Город сразу предоставил факультету здание на улице Петерсштрассе. Правители Фридрих I Воинственный и Вильгельм II Богатый выделили на содержание университета 500 гульденов в год и средства на два учебных здания.
2 декабря 1409 года теолог Иоганнес Отто фон Мюнстерберг, избранный ректором университета, зачитал его устав. В 1415 году был учреждён медицинский, а в 1446 году — юридический факультеты. В 1543 году была основана университетская библиотека Альбертина.
В университете имелось 4 землячества: саксонское, мейссенское, франкское (позднее баварское) и польское. Университет имел собственные доходы с земель, дарованных курфюрстами.
В 1757/1758 годах Самуэль Теодор Квельмальц был деканом медицинского факультета университета. В 1748 году он также стал членом Коллегии великих князей университета.
В конце XIX века кроме земель университет владел участками в городе, числом до 50 и общей стоимостью 18,5 млн марок. Библиотека университета в XIX веке состояла из 438000 томов и 4000 рукописей. В период существования ГДР Лейпцигский университет носил имя Карла Маркса.

## Преподаватели
- богословы:
  - Густав Баур,
  - Баумгартен-Крузиус, Людвиг Фридрих Оттон
  - Теодор Бригер,
  - Христиан Фридрих Ильген
  - Канис,
  - Аутард,
  - Тишендорф, Константин,
  - Сёдерблюм, Натан;
- юристы:
  - Биндинг,
  - Фридберг,
  - Мюллер,
  - Штобе,
  - Бернхард Виндшейд,
  - Адольф Вах,
  - Гаубольд, Христиан-Готлиб
  - Кошакер, Пауль;
- медики:
  - Христиан Вильгельм Брауне,
  - Августин Фридрих Вальтер,
  - Коччиус,
  - Креде, Карл,
  - Вильгельм Гис,
  - Христиан Готлиб Людвиг,
  - Бенно Шмидт,
  - Тирш,
  - Даниэль Готлиб Мориц Шребер,
  - Адольф фон Штрюмпель
- историки:
  - Вильгельм Вахсмут,
  - Вальтер Марков,
  - Георг Фойгт,
  - Карл фон Ноорден,
  - Вильгельм Мауренбрехер,
- экономист Вильгельм Рошер;
- философы:
  - Мориц Вильгельм Дробиш,
  - Вильгельм Вундт,
  - Рудольф Зейдель,
  - Густав Теодор Фехнер;
- математики:
  - Клейн, Феликс;
- физики:
  - Карл Фридрих Александер,
  - Вильгельм Готлиб Ганкель,
  - Фридрих Хунд,
  - Дебай, Петер Йозеф Вильгельм,
  - Гейзенберг, Вернер Карл,
  - Герц, Густав Людвиг,
  - Август Зеебек;
- химики:
  - Томас Барт,
  - Густав Генрих Видеман,
  - Христофор Гирцель,
  - Оствальд, Вильгельм Фридрих;
- астрономы:
  - Генрих Брунс,
  - Цельнер;
- филологи:
  - Георг Курциус,
  - Фридрих Август Экштейн[1],
  - Людвиг Ланге,
  - Лескин, Август,
  - Юстус Герман Липсиус,
  - Минквиц, Иоганнес
  - Отто Риббек;
  - Зиверс, Эдуард;
  - Делич, Франц;
  - Моммзен, Теодор.
- археолог Иоганнес Овербек,
- ориенталисты:
  - Лудольф Крель;
  - Флеймер,
  - Эркес, Август Эдуард;
- германисты:
- Теодор Вильгельм Брауне
  - Рудольф Гильдебранд,
  - Царнке,
- романист Эберт,
- славист Август Лескиен,
- египтолог Георг Эберс;
- индогерманисты
  - Вальтер Порциг,
  - Эрнст Виндиш;
- зоолог Лейкарт;
- ботаники:
  - Пауль Амманн,
  - Августус Квиринус Ривинус,
  - Август Шенк;
- минералог Фердинанд Циркель,
- геолог Герман Креднер;
- географы:
  - Ратцель, Фридрих,
  - Фердинанд фон Рихтгофен.

## Знаменитые студенты
- Аншюц, Генрих Иоганн Иммануил — немецко-австрийский актёр;
- Аккерман, Карл Густав (1820—1901) — немецкий политик;
- Аммон, Фридрих Август фон (1799—1861) — немецкий врач-офтальмолог;
- Базаров, Александр Иванович (1845—1907) — русский химик;
- Блох, Феликс (1905—1983) — швейцарский физик, Нобелевский лауреат;
- Бредиг, Георг (1868—1944) — немецкий физикохимик;
- Генрих Брокгауз — немецкий писатель, искусствовед;
- Вагнер, Рихард (1813—1883) — немецкий композитор;
- Ганеман, Христиан Фридрих Самуэль (1755—1843) — основатель гомеопатии;
- Гелен, Арнольд (1904—1976) — немецкий философ и социолог;
- Геншер, Ганс-Дитрих (род. 1927) — немецкий государственный деятель;
- Гербер, Трауготт (1710—1743) — немецкий врач, ботаник и путешественник;
- Геровский, Георгий Юлианович (1886—1959) — карпаторусский лингвист;
- Гёте, Иоганн Вольфганг (1749—1832) — немецкий поэт;
- Гвоздев, Алексей Александрович (1887—1939) — русский советский театровед;
- Глюк, Фемистокл (1853—1942) — немецкий хирург, профессор;
- Диссельдорф, Иоган Готфрид фон (1668—175) — учёный, бургомистр и бургграф Данцига
- Зиверс, Эдуард (1850—1932) — немецкий филолог;
- Зинтенис, Карл Генрих Фердинанд (1806—1867) — немецкий филолог и педагог;
- Имиш, Яромер Хендрих (1819—1897) — культуролог;
- Йёде, Фриц (1887—1970) — немецкий музыковед и педагог;
- Кестнер, Эрих (1899—1974) — немецкий писатель и сценарист;
- Клейн, Феликс (1849—1925) — немецкий математик;
- Крепелин, Эмиль (1856—1926) — немецкий психиатр;
- Лейбниц, Готфрид Вильгельм (1646—1716) — немецкий философ и математик;
- Лессинг, Готхольд Эфраим (1729—1781) — немецкий драматург;
- Либкнехт, Карл (1871—1919) — немецкий политик, один из основателей КПГ;
- Маджару, Вергилий (1887—1940) — румынский экономист, социолог, журналист, политик.
- Меркель, Ангела (род. 1954) — немецкий политик, федеральный канцлер Германии;
- Михаэлис, Иоганн Генрих (1668—1738) — филолог; позднее сам преподавал в альма-матер.
- Моммзен, Теодор (1817—1903) — немецкий историк, филолог и юрист;
- Мюнцер, Томас (1490—1525) — немецкий проповедник-реформатор;
- Ниман, Вальтер (1876—1953) — немецкий музыковед и музыкальный критик;
- Ницше, Фридрих (1844—1900) — немецкий философ;
- Новалис (1772—1801) — немецкий писатель;
- Мартин Нот (1902—1968) — библеист.
- Пришвин, Михаил Михайлович (1873—1954) — русский советский писатель;
- Пуфендорф, Самуэль фон (1632—1694) — немецкий юрист, философ и историк;
- Радищев, Александр Николаевич (1749—1802) — русский писатель, философ, поэт;
- Райхенбах, Генрих Готлиб Людвиг (1793—1879) — немецкий биолог;
- Соссюр, Фердинанд де (1857—1913) — швейцарский лингвист;
- Теллер, Эдвард (1908—2003) — американский физик;
- Отто Цур-Штрассен (1869—1961) — немецкий зоолог;
- Шаиняну, Лазарь (1859—1934) — румынский филолог, лингвист.
- Шуман, Роберт (1810—1856) — немецкий композитор и пианист;
- Хайдеке, Вениамин (1763—1811) — пастор, педагог, публицист и издатель;
- Хомберг, Вильгельм (1652—1715) — немецкий естествоиспытатель;
- Филипсон, Альфред (1864—1953) — немецкий географ и геолог.
- Юнгер, Эрнст (1895—1998) — немецкий писатель.

## В нумизматике

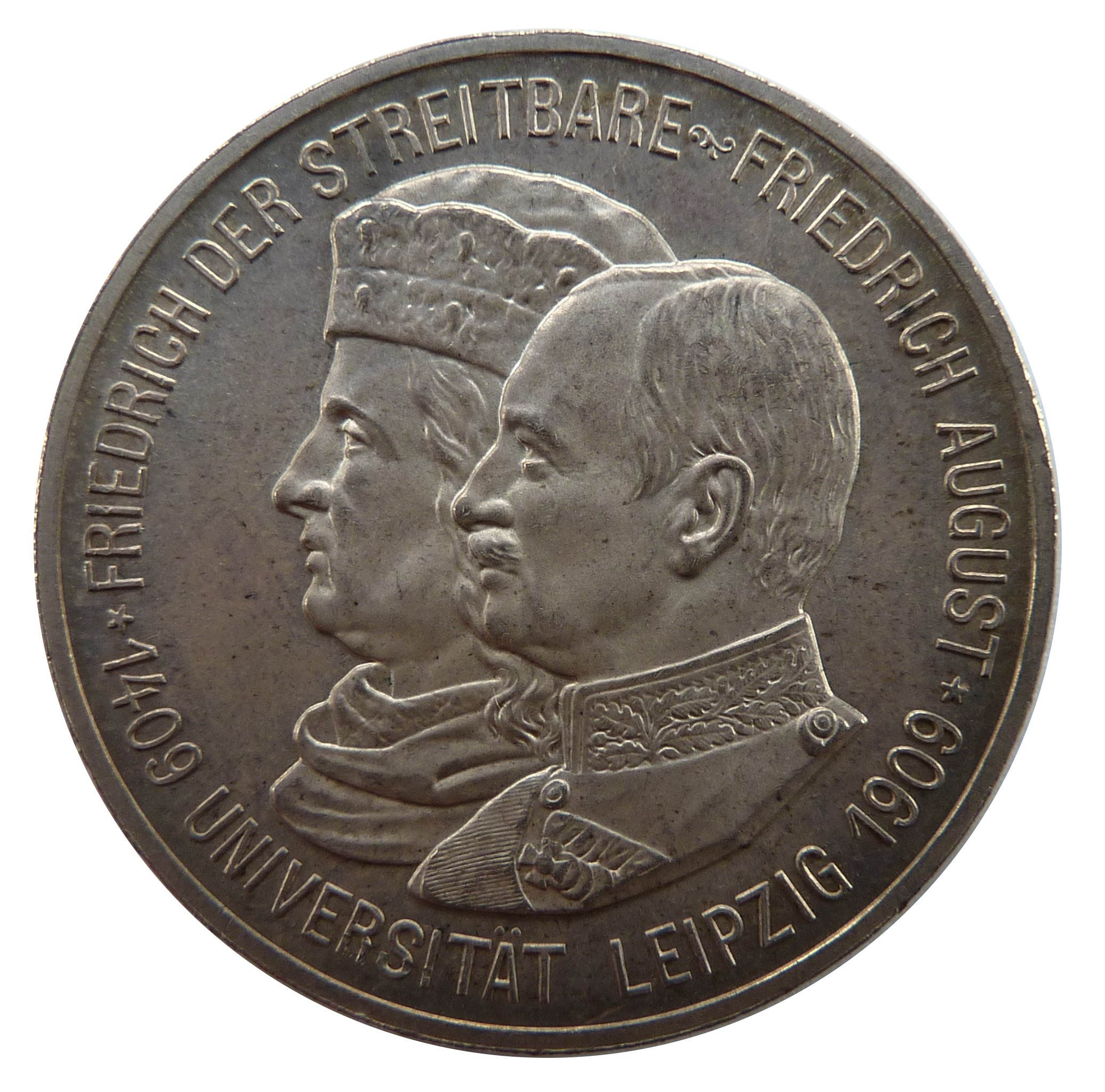
Аверс монеты выпущенной на 500-летие основания университета

В честь 500-летия университета в 1909 году были отчеканены монеты номиналом в 2 и 5 марок тиражами 125 и 50 тысяч соответственно. На аверсе монет изображены курфюрст Саксонии Фридрих Воинственный при котором открылся университет и король Фридрих Август III, который правил в 1909 году.